# 일신여자고등학교
일신여자고등학교(一信女子高等學校)는 대한민국 충청북도 청주시 상당구 탑동에 있는 사립 고등학교이다.

## 학교 연혁
- 1966년 8월 30일 : 대한예수교 장로회 충북노회(통합) 중ㆍ고등학교 기성회 조직
- 1967년 10월 31일 : 일신여자종합고등학교 인가
- 1968년 3월 6일 : 일신여자종합고등학교 개교 및 입학식
- 1968년 6월 15일 : 본관 2층 준공
- 1970년 10월 30일 : 신관 준공
- 1973년 10월 10일 : 일신여자고등학교로 교명 변경
- 1978년 8월 25일 : 체육관 겸 강당 준공
- 1979년 3월 1일 : 학급 증설(야간 6학급, 총 42학급)
- 2003년 2월 28일 : 야간학급 폐지 (주간 총 36학급)
- 2009년 2월 23일 : 창조관 준공
- 2010년 10월 29일 : 일신학사 개관
- 2015년 5월 6일 : 신축교사 준공
- 2024년 1월 1일 : 제18대 황순환 이사장 취임
- 2024년 2월 6일 : 제54회 졸업식(256명 졸업, 총 졸업생수 28,899명)
- 2024년 3월 1일 : 제15대 유영근 교장 취임
- 2024년 3월 4일 : 2024학년 1학년 입학(291명)

## 참고 자료
- 일신여자고등학교 - 한국교육학술정보원 학교알리미